# Exapion compactum
Espèce
Synonymes
- Apion compactum Jules Desbrochers des Loges, 1888[2]

Exapion compactum est une espèce de coléoptères de la famille des Apionidae.

## Description
Les antennes sont rousses.

## Répartition
L'espèce est présente dans la région méditerranéenne de l'Europe, notamment la péninsule ibérique, le Trentin, en France et en Belgique.

## Écologie
Exapion compactum est un parasite des plantes Argyrolobium zanonii, Cytisus hirsutus, Cytisus scoparius, Cytisus striatus, Genista anglica, Genista cinerascens, Genista corsica, Genista ferox (sv), Genista germanica, Genista hispanica, Genista monspessulana, Genista pilosa, Genista tinctoria, Genista umbellata (es), Genista versicolor.